# Шахта «Гірська»
ДВАТ «Шахта “Гірська”». Входить до ДХК «Первомайськвугілля». Розташована в місті Гірське, Первомайська міськрада, Луганська область.
Історична шахта. Стала до ладу 1910 р. Відбудована в 1949 р. Виробнича потужність 600 тис. т вугілля на рік. Видобуває 672 т/добу (2000). У 2003 р. видобуто 153 тис. т вугілля.
Шахтне поле розкрите сьома вертикальними стовбурами пройденими до горизонту 700 м, двома — до горизонту 900 м, одним — до 400 м.
Небезпечна з раптових викидів вугілля і газу та за вибуховістю вугільного пилу.
Адреса: 93292, вул. Куйбишева, 21, м. Гірське, Луганської обл.